# Leonardo Spinazzola
Leonardo Spinazzola (sinh ngày 25 tháng 3 năm 1993) là cầu thủ bóng đá người Ý hiện đang thi đấu cho câu lạc bộ AS Roma tại Serie A và Đội tuyển bóng đá quốc gia Ý. Anh có thể thi đấu được cả vị trí hậu vệ cánh trái và tiền vệ cánh trái.
Trưởng thành từ học viện đào tạo trẻ của Siena, anh chuyển tới Juventus năm 2012 và trải qua sáu mùa giải được đem cho mượn tại sáu đội bóng khác nhau trước khi được chính thức thi đấu cho đội bóng thành phố Turin ở mùa giải 2018-19. Tháng 7 năm 2019,  anh chuyển đến AS Roma với phí chuyển nhượng 29,5 triệu €.
Spinazzola thi đấu cho đội tuyển Ý lần đầu tiên vào tháng 3 năm 2017. Anh cùng đội tuyển Ý giành chức vô địch Euro 2020.

## Sự nghiệp câu lạc bộ

### AS Roma
Ngày 1 tháng 7 năm 2019, Spinazzola chuyển đến Roma với phí chuyển nhượng 29,5 triệu €.

## Danh hiệu

### Câu lạc bộ
Juventus
- Serie A: 2018–19
- Supercoppa Italiana: 2018

AS Roma
- UEFA Europa Conference League: 2021–22

### Quốc tế
Đội tuyển Ý
- UEFA European Championship: 2020
- UEFA Nations League: Hạng ba UEFA Nations League 2022–23